# Neulehrer

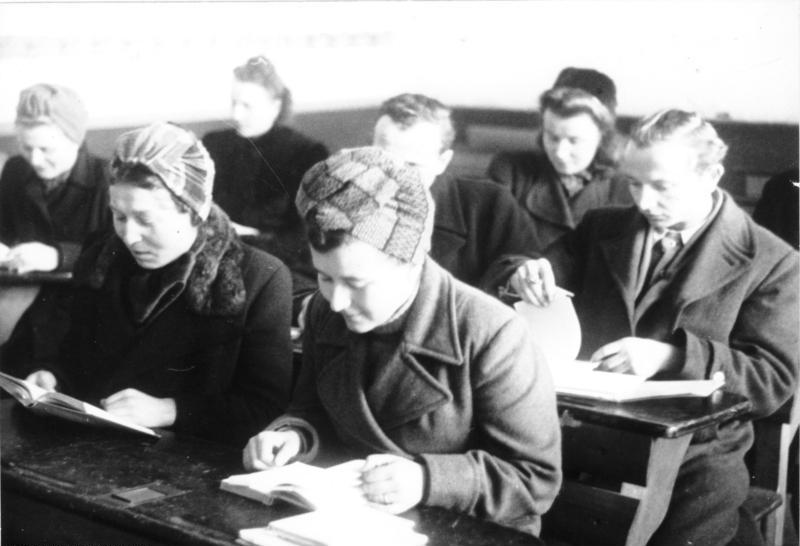
Neulehrerausbildung in der Sowjetischen Besatzungszone in Berlin-Lichtenberg 1946

Neulehrer waren in Kursen außerhalb eines Studiums ausgebildete Lehrkräfte, die von den Alliierten in den vier Besatzungszonen in Deutschland 1945 bis 1949 eingesetzt wurden. Damit sollte sichergestellt werden, dass an den deutschen Schulen fortan keine durch ihre NS-Vergangenheit belasteten Lehrer unterrichteten und die deutsche Jugend somit eine demokratische Erziehung erhielt (→ Reeducation).
Zur Wiederaufnahme des Schulbetriebes nach dem Ende des Zweiten Weltkrieges wurde in kurzen Programmen Akademikern, in der sowjetischen Besatzungszone auch jungen Arbeitern, der Weg ins Lehramt eröffnet.
Für das Programm wurden alle gemeldeten Bürger mit einem akademischen Grad geprüft, und soweit keine Verstrickung mit der NSDAP oder deren Staatsorganen bestand, in das Umschulungsprogramm zum Lehrer übernommen. Dieses bestand im Wesentlichen aus Unterweisungen in Pädagogik nach dem damaligen Wissensstand, sodass sie nach nur wenigen Monaten den Schuldienst antreten konnten. 
Im Neulehrerprogramm der sowjetischen Besatzungszone liefen die Kurse typisch 4 bis 8 Monate, oft in eigens eingerichteten Schulen. Hier wurden junge Arbeiter besonders gefördert. In den westlichen Besatzungszonen wurden an allen Universitäten pädagogische Fakultäten eingerichtet, die Junglehrer in maximal einjährigen Kursen heranbildeten.

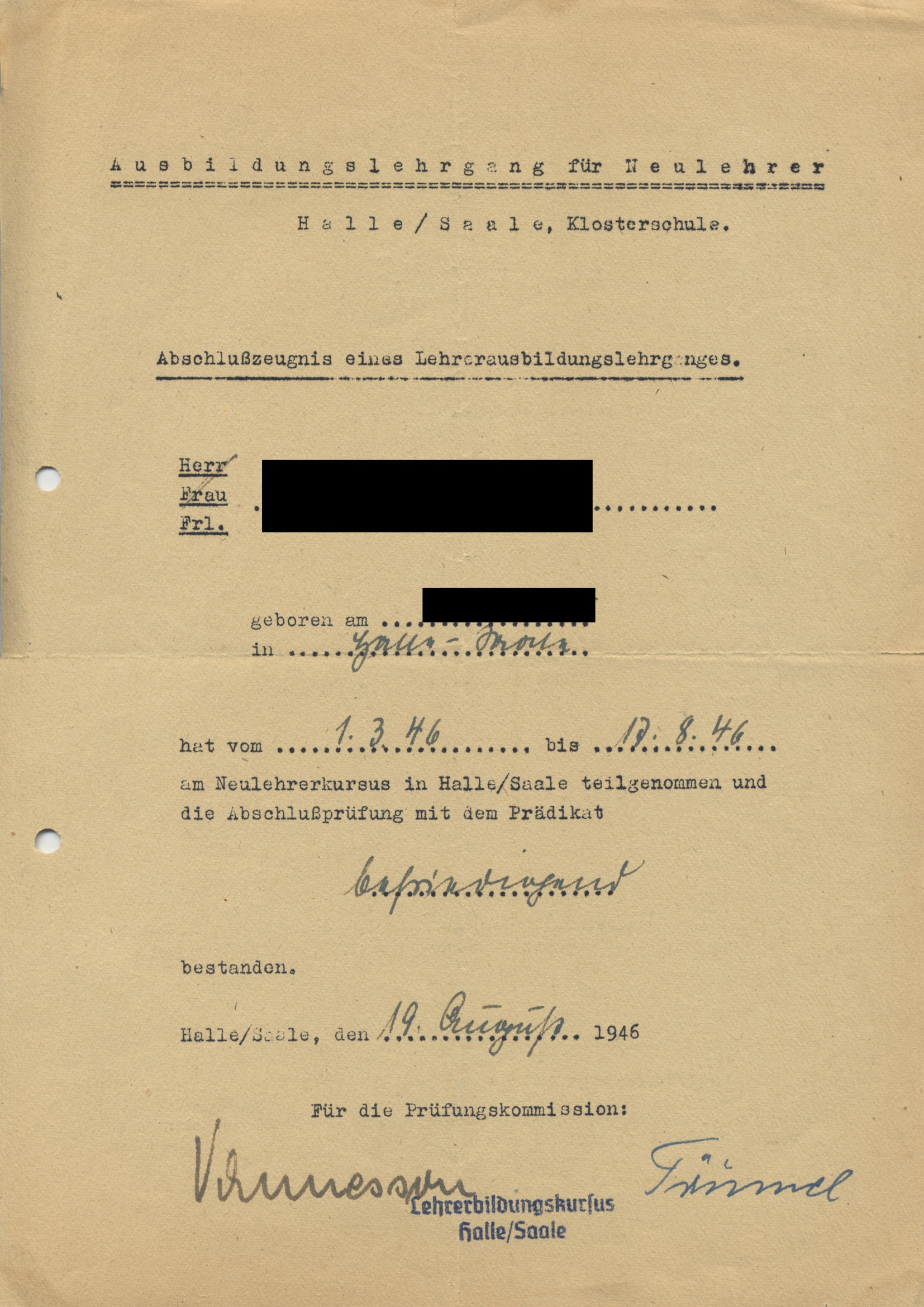
Prüfungszeugnis aus der DDR (anonymisiert)

Wurden im ersten Schuljahr noch einige Lehrer mit nationalsozialistischer Vergangenheit geduldet, so wurden die Richtlinien für den Verbleib im Schuldienst schrittweise verschärft. In den westlichen Besatzungszonen konnten einige Lehrer mit zweifelhaftem Hintergrund nach sogenannten „Entbräunungskursen“ ab 1947 wieder in den Schuldienst eintreten, während in der sowjetischen Besatzungszone das Neulehrerprogramm so umfangreich gestaltet wurde, dass große Teile der bisherigen Lehrerschaft von den rund 40.000 Neulehrern ersetzt wurden. Obschon die alte Lehrerschaft die Qualität einer höchstens einjährigen Umschulung anzweifelte, war aufgrund des zumeist akademischen Hintergrundes der Neulehrer das Ergebnis hinreichend gut und ermöglichte den sonst im Nachkriegsdeutschland aufgabenlosen Berufen eine feste Anstellung. Die große Mehrzahl der Neulehrer blieb auf Dauer im Schuldienst tätig.
In der sowjetischen Besatzungszone diente die Einstellung der Neulehrer auch dazu, die Kontrolle der SED über die Schulausbildung sicherzustellen. 1949 waren bereits 67,8 Prozent aller Lehrerstellen mit Neulehrern besetzt. 47,7 Prozent dieser Neulehrer gehörten der SED an, 13 Prozent der LDPD und 10 Prozent der CDU, die zu Blockparteien gleichgeschaltet waren. Damit war die Kontrolle der SED über das Schulwesen weitgehend erreicht.